# Ингерсол (Онтарио)
Ингерсол (енгл. Ingersoll) је градић у Канади у покрајини Онтарио. Према резултатима пописа 2011. у граду је живело 12.146 становника.

## Становништво
Према резултатима пописа становништва из 2011. у граду је живело 12.146 становника, што је за 3,3% више у односу на попис из 2006. када је регистровано 11.760 житеља.
| 2006.  | 2011.  |
| ------ | ------ |
| 11.760 | 12.146 |